# Park Miniatur w Rąblowie
Park Miniatur Architektury Drewnianej Trójkąta Kazimierz Dolny–Nałęczów–Puławy w Rąblowie – park miniatur, położony we wsi Rąblów (powiat puławski). Park jest prywatnym przedsięwzięciem Celiny i Ryszarda Sobczuk.
Park został otwarty w 2014 roku, a jego utworzenie współfinansowane było ze środków przekazanych przez Szwajcarię w ramach programu współpracy z nowymi krajami członkowskimi Unii Europejskiej. W ramach ekspozycji prezentowane jest 50 miniatur obiektów architektury drewnianej, znajdujących się na terenach położonych pomiędzy Kazimierzem Dolnym, Nałęczowem oraz Puławami. Zobaczyć można m.in. miniatury nałęczowskich willi, zabudowań Kazimierza Dolnego, młyny doliny rzeki Bystrej, zabudowania Mięćmierza, zabytki kultury żydowskiej, kościoły, budynki mieszkalne (chałupy) i gospodarcze.
Park jest obiektem sezonowym, czynnym od 30 kwietnia do 31 października. Wstęp jest płatny. Obok Parku Miniatur zlokalizowany jest Park Labiryntów.